# Tobisborg
Tobisborg är en bebyggelse i Simrishamns kommun som ligger längs kusten cirka 2 kilometer norr om centrala Simrishamn, på vägen mot Baskemölla–Kristianstad. Vid SCB:s ortsavgränsning 2020 avgränsades här en småort